# دنیزجیلر
دنیزجیلر (به ترکی استانبولی: Denizciler) شهری است در کشور ترکیه که در استان ختای واقع شده‌است. جمعیت این شهر بر اساس سرشماری سال ۲۰۰۸ میلادی ۱۵٬۲۷۶ نفر و بر اساس برآوردهای سال ۲۰۰۹ میلادی ۱۴٬۳۷۴ نفر می‌باشد.